# A dos Francos
A dos Francos ist eine Gemeinde (Freguesia) im portugiesischen Kreis Caldas da Rainha. In ihr leben 1632 Einwohner (Stand 19. April 2021).